# Jean Lacornerie
Jean Lacornerie est un metteur en scène et directeur de théâtre spécialisé dans le théâtre musical et l'opéra, né en 1963 à Strasbourg. Il est particulièrement investi dans le champ de la comédie musicale.
Il a dirigé le Théâtre de la Renaissance à Oullins de 2002 à 2010, et dirige depuis 2010 le Théâtre de la Croix-Rousse. En 2020, il annonce qu’il quittera la direction du Théâtre de la Croix-Rousse à la fin de l’année pour de nouveaux projets, sans doute sur Lyon.

## Biographie
À l’occasion d’un travail universitaire sur Marivaux, il rencontre Jacques Lassalle, alors directeur du Théâtre national de Strasbourg. Il devient son assistant de 1987 à 1990 pour dix spectacles.
Il fait ses premiers essais de mise en scène avec les élèves de l’école du TNS, et notamment la création d’Artaban et Ataraxie, une fantaisie sur la tragédie classique écrite par Jacques Roubaud.
En septembre 1990, Jacques Lassalle le nomme, à 26 ans, Secrétaire Général de la Comédie-Française. Il y mène à bien l’ouverture du Théâtre du Vieux Colombier où il mettra en scène une année plus tard La Glycine de Serge Rezvani (1993). 
En 1992, il quitte la Comédie Française et fonde la compagnie Ecuador à Lyon. En 1994, il confie la direction musicale de la compagnie à Bernard Yannotta, et explore avec lui les formes du théâtre musical, avec notamment (en résidence à l’Espace Malraux, Scène nationale de Chambéry) : L'Homme qui prenait sa femme pour un chapeau de Michael Nyman, Trouble in Tahiti de Leonard Bernstein et Mahagonny et Happy End de Kurt Weill et Bertolt Brecht.
Il a également été l’invité du Festival Romaeuropa (1993) du Festival de Spoleto USA (Charleston S.C 1994) pour La Trahison Orale de Maurizio Kagel, du Festival d’Ambronay pour Samson de Haendel dirigé par Ton Koopman (1999) et de la maîtrise de l’Opéra National de Lyon pour l’Orfeo de Luigi Rossi (2004).
En octobre 2002, il est nommé avec Étienne Paoli à la direction du Théâtre la Renaissance (Oullins Grand Lyon) pour mener un projet original dédié au croisement du théâtre et de la musique, de l'opéra de chambre à la comédie musicale. En octobre 2008 il reprend seul la direction de la Renaissance après le départ à la retraite d’Etienne Paoli.
En coproduction avec l'Opéra national de Lyon, il explore le répertoire américain du XXe siècle. Il met en scène One Touch of Venus (sous le titre français de Signé Vénus 2006), Lady in the Dark (nommé aux Molières 2009) de Kurt Weill ainsi que The Tender Land d'Aaron Copland en 2010. A l'Opéra national de Lyon, il met en scène le projet participatif impliquant 300 amateurs avec l'orchestre de l'Opéra intitulé "Kaléidoscope" (2008 et 2010).
En décembre 2010, il est nommé par la Ville de Lyon à la direction du Théâtre de la Croix-Rousse, en remplacement du précédent directeur, Philippe Faure, décédé en juillet 2010. Il prend ses fonctions en avril 2011. 
Il y continue sa collaboration avec l’Opéra de Lyon sur le répertoire américain (The King and I, The Pajama Game) mais aussi avec les jeunes chanteurs du studio pour Mesdames de la Halle de Jacques Offenbach, Roméo et Juliette de Boris Blacher ou Mozart et Salieri de Rimski-Korsakov.
Très investi dans le champ de la musique contemporaine, il a assuré la création mondiale des Rêveries de Philippe Hersant, Borg et Théa de Jean-François Vrod, Frédéric Aurier et Sylvain Lemêtre (La Soustraction des fleurs), et en 2018, Calamity / Billy, une commande musicale faite à Gavin Bryars sur un texte de Michael Ondaatje (Prix du meilleur spectacle au Armel Opera Festival de Budapest) ainsi qu’ Harriet, un opéra de chambre de Hilda Paredes avec Claron McFadden et l’HERMES ensemble (Muziekgebouw Amsterdam).
En 2015 et 2016, à la demande de Victor Bosch, il effectue une courte incursion dans le théâtre privé en mettant en scène la version française de Forever Young, spectacle musical d'Erik Gedeon présenté à Bobino d'octobre 2015 à janvier 2016.
Il quitte la direction du Théâtre de La Croix-Rousse en décembre 2020 pour devenir metteur  en scène indépendant. Il a mis en scène  La Chauve-souris de Johann Strauss à l'opéra de Rennes en 2021 et la Sérénade de Sophie Gail en 2022 à l'Opéra d'Avignon et Woman of the Year de Kander et Ebb au Théâtre de la Renaissance
Il a été professeur associé de travail de la scène au département vocal du CNSMDP de 2021 à 2023.

## Mises en scène
- 1989 : Artaban et Ataraxie de Jacques Roubaud. (Théâtre National de Strasbourg)
- 1990 : Ecuador d’Henri Michaux. (Festival de poésie du Haut Allier. Langeac)
- 1991 : A Marat, David de Daniele Del Giudice (Villa Gillet. Lyon)
- 1991 : Eugène Onéguine de Pouchkine Festival de poésie du Haut Allier. Langeac.
- 1991 : Diabelli d’Herman Burger Villa Gillet. Lyon
- 1993 : Saint Georges chez les Brocchi, de Carlo Emilio Gadda (TNP Villeurbanne)
- 1994 : La Trahison Orale, de Mauricio Kagel, Festival de Spoleto USA, Charleston S.C
- 1994 : Com’è adesso ou Une idée à vendre, de Daniele Del Giudice (Villa Gillet)
- 1994 : La Glycine de Serge Rezvani (Théâtre du Vieux Colombier/Comédie-Française. Paris)
- 1995 : Eros et Priape, de Carlo Emilio Gadda (Théâtre de la Cité internationale)
- 1995 : Les Tréteaux de Maître Pierre de Manuel de Falla. Festival des Arcs.
- 1996 : Joséphine, une petite révolte dans un placard à balais, de Guy Walter (Théâtre de la Cité internationale)
- 1996 : Phèdre –esquisse d’après Sénèque et Nicolas Born. Comédie de Béthune
- 1997 : L’homme qui prenait sa femme pour un chapeau de Michael Nyman. Espace Malraux. Scène Nationale de Chambéry
- 1998 : La Musica deuxième de Marguerite Duras. Comédie de Béthune
- 1999 : Eva Péron, de Copi (Bonlieu Scène Nationale, Annecy, 1999)
- 1999 : Samson de Haendel, sous la direction de Ton Koopman, (Festival d’Ambronay, en résidence à l’Espace Malraux, Scène Nationale de Chambéry)
- 1999 : Trouble in Tahiti de Leonard Bernstein, (en résidence à l’Espace Malraux, Scène Nationale de Chambéry)
- 2001 : Happy End / Mahagonny Songspiel de Kurt Weill et Bertolt Brecht. (Espace Malraux Scène Nationale de Chambéry)
- 2001 : Monsieur de Pourceaugnac de Molière (Les Nuits de Fourvière)
- 2001 : Les Cyniques d’Anatoli Marienghof (Espace Malraux, Scène Nationale de Chambéry)
- 2002 : La Théorie de la démarche d’après Balzac (Villa Gillet. Lyon)

### 2003/2011 Théâtre la Renaissance
- 2004 : Pour toi baby ! (Of Thee I Sing), comédie musicale de George Gershwin et Ira Gershwin / George S. Kaufman / Morrie Ryskind (Théâtre Sylvia Monfort Paris )
- 2004 : Orfeo de Luigi Rossi. Opéra National de Lyon.
- 2005 : Le Rêve du Général Moreau, de Klabund avec le quatuor Debussy (Théâtre La Renaissance, Oullins)
- 2006 : Signé Vénus (One Touch of Venus), comédie musicale de Kurt Weill / Ogden Nash / Sidney J. Perleman, en coproduction avec l’Opéra National de Lyon (Théâtre de La Renaissance, Oullins)
- 2007 : Les Folies d'Offenbach, opérette (Théâtre de La Renaissance, Oullins)
- 2008 : Lady in the Dark, comédie musicale de Kurt Weill / Ira Gershwin / Moss Hart en coproduction avec l’Opéra National de Lyon (Théâtre de La Renaissance, Oullins)
- 2009 : Le Tribun, théâtre musical de Mauricio Kagel, avec l’Ensemble 2e2m, Théâtre de l'Athénée-Louis-Jouvet
- 2009 : Les Conjurées ou La Croisade des dames, opéra de chambre de Schubert, dans le cadre du Festival d’île-de-France, au Musée national de Port-Royal des Champs avec les Solistes de Lyon sous la direction de Bernard Tétu
- 2010 : The Tender Land, opéra de Aaron Copland, en coproduction avec l’Opéra de Lyon (Théâtre de La Renaissance, Oullins)
- 2010 : La Reine des neiges, d'après Andersen (Théâtre de La Renaissance, Oullins)
- 2010 : Applause : Broadway notre monde
- 2011 : Vous qui savez... Ou ce qu'est l'amour, de Geneviève Brisac et Thierry Escaich d'après l’œuvre de Mozart (Théâtre de La Renaissance, Oullins)

### 2010/2020 Théâtre de la Croix-Rousse
- 2011 West Side Story en concert Leonard Bernstein/Stephen Sondheim. Théâtre de la Croix-Rousse. Lyon
- 2012 Les rêveries de Philippe Hersant/Hölderlin/Jean-Jacques Rousseau Espace Malraux - SN de Chambéry
- 2012 Mesdames de la Halle de Jacques Offenbach. Théâtre de la Croix-Rousse. Lyon
- 2012 Le Coq d’Or de Alexandre Pouchkine/ Rimsky-Korsakov. Théâtre de la Croix-Rousse. Lyon
- 2013 Le Roi et moi de Oscar Hammerstein II, Théâtre de la Croix-Rousse. Lyon
- 2013 Bells are ringing de Jule Styne/Betty Comden/Adolph Green. Théâtre de la Croix-Rousse. Lyon
- 2014 Menu : Plaisirs. Récital magique. Théâtre de la Croix-Rousse. Lyon
- 2015 Romeo und Julia de Boris Blacher. Théâtre de la Croix-Rousse Lyon
- 2015 Forever Young. Le Radiant Caluire Grand Lyon
- 2016 L’opéra de quat’sous de Kurt Weill/Bertolt Brecht. Le Chanel Scène Nationale de Calais
- 2016 Lost in the Stars de Kurt Weill/Maxwell Anderson. Highbury Opera Theater. Union Chapel. London
- 2017 Plus léger que l’air d’après Federico Jeanmaire. Théâtre de la Croix-Rousse
- 2017 Borg et Théa du Trio La Soustraction des Fleurs. Théâtre de la Croix-Rousse
- 2017 Façade : les derniers jours de Mata Hari / Façade : de wereld van Mata Hari.(De Singel Anvers)
- 2017 Mozart et Salieri de Rimski-Korsakoff. Opéra National de Lyon
- 2018 Calamity/Billy. 1ère partie : Calamity Jane, lettres à sa fille de Ben Johnston 2ème partie : Billy The Kid, œuvres complètes de Michael Ondaatje / Gavin Bryars. Théâtre de la Croix-Rousse
- 2018 Harriet de Hilda Paredes/Lex Bohlmeijer/ Mayra Santos-Febres. Muziekgebouw Amsterdam
- 2019 The Pajama Game de George Abbott/Richard Bissell/Richard Adler/Jerry Ross. Théâtre de la Croix-Rousse

#### Metteur en scène indépendant
- 2021 La Chauve-souris Johann Strauss Opéra de Rennes
- 2022 La Sérénade Sophie Gail Opéra d'Avignon
- 2023 Woman of the Year John Kander Fred Ebb Peter Stone Théâtre de la Renaissance

## Nomination
- 2009 : « Lady in the Dark » ; Molières 2009 du meilleur spectacle musical

## Prix
- 2018 : Prix du meilleur spectacle au Armel Opera Festival de Budapest pour Calamity/ Billy (1ère partie : Calamity Jane, lettres à sa fille de Ben Johnston / 2ème partie : Billy The Kid, œuvres complètes de Michael Ondaatje / Gavin Bryars)